# 山内静夫 (陸軍軍人)
山内 静夫（やまのうち しずお、1876年（明治9年）8月3日 – 1961年（昭和36年）6月6日）は、大日本帝国陸軍軍人。最終階級は陸軍中将。満洲電信電話株式会社総裁。旧名は岱亮。

## 経歴
京都府に山内覚道の二男として生まれ、山内政銓の養子となった。京都府立中学校を経て、1897年（明治30年）11月29日に陸軍士官学校（9期）を卒業し、1898年（明治31年）6月27日に工兵少尉に任ぜられ、同日付で近衛工兵大隊付に補される。1900年（明治33年）11月21日に工兵中尉に昇進後、陸軍砲工学校（9期）普通科を優等で卒業し、同校高等科卒業後もさらに員外学生として在学した。1904年（明治37年）3月24日に工兵大尉に昇進し陸軍士官学校教官に補せられた後、1907年（明治40年）７月11日に東京帝国大学工科大学土木工学科を卒業した。その後、大本営野戦高等電信部副官、青島守備軍司令部附交通兵団副官を経て、1909年（明治42年）11月30日に工兵少佐に昇進し、陸軍砲工学校教官を経て、1916年（大正5年）5月2日に工兵中佐に昇進し交通兵団司令部御用掛を命ぜられ、参謀本部御用掛を経て、1918年（大正7年）11月1日に工兵大佐に昇進。さらに、陸軍技術本部部員、陸軍省兵器局機材課長を経て、1923年（大正12年）8月6日、陸軍少将に昇進し陸地測量部長に就任。その後、陸軍技術本部第二部長、築城部本部長を歴任し、1928年（昭和3年）3月8日、陸軍中将に昇進した。1932年（昭和7年）8月8日、待命となり、同月30日予備役に編入された。
その後、南満州鉄道株式会社顧問となる。1933年（昭和8年）に満洲電信電話株式会社が設立されると取締役、ついで総裁に就任し、1937年（昭和12年）まで務めた。
1961年、死去。

## 栄典
位階
- 1898年（明治31年）7月21日 - 正八位[15]
- 1901年（明治34年）2月28日 - 従七位[16]
- 1904年（明治37年）5月17日 - 正七位[17]
- 1909年（明治42年）7月10日 - 従六位[18]
- 1914年（大正3年）7月31日 - 正六位[19]
- 1918年（大正7年）12月20日 - 従五位[20]
- 1923年（大正12年）11月20日 - 正五位[21]
- 1928年（昭和3年）4月2日 - 従四位[22]
- 1932年（昭和7年）9月22日 - 正四位[23]

勲章等
- 1906年（明治39年）4月1日 - 功五級金鵄勲章・勲五等双光旭日章・明治三十七八年従軍記章[24]
- 1914年（大正3年）5月16日 - 勲四等瑞宝章[25]
- 1915年（大正4年）11月7日 - 功四級金鵄勲章・旭日小綬章・大正三四年従軍記章[26]
- 1919年（大正8年）4月30日 - 勲三等瑞宝章[27]
- 1920年（大正9年）11月1日 - 旭日中綬章・大正三年乃至九年戦役従軍記章[28]
- 1927年（昭和2年）6月20日 - 勲二等瑞宝章[29]
- 1940年（昭和15年）8月15日 - 紀元二千六百年祝典記念章[30]

外国勲章佩用允許
- 1926年（大正15年）8月24日 - 支那国：二等大綬嘉禾勲章[31]

## 親族
- 山内長人 - 妻の父[2]。陸軍中将。貴族院男爵議員。